# Guido Aristarco
Guido Aristarco (ur. 7 października 1918 w Mantui, zm. 11 września 1996 w Rzymie) – włoski krytyk, historyk i teoretyk filmu.
W 1952 założył pismo filmowe "Cinema Nuovo" i został jego redaktorem. Napisał fundamentalne prace z dziedziny estetyki filmu, m.in. Storia delle teoriche del film (1951). Pisał także scenariusze filmowe.